# Mallsoft
Mallsoft (também conhecido como Mallwave) é um subgênero do Vaporwave. O mallsoft é caracterizado por conter imagens de shoppings retrô com ênfase em imagens selecionadas que parecem ter sido tiradas das décadas de 1980 e 1990. Os visuais muitas vezes podem invocar uma sensação de solidão junto com a natureza fria de vagar por ambientes mercantis excessivamente corporativos. O mallsoft destina-se a evocar imagens de shoppings, mercearias, saguões e outros locais de comércio público.